# Kriegerdenkmal Kleinau
Das Kriegerdenkmal Kleinau ist ein denkmalgeschütztes Kriegerdenkmal des Ortsteils Kleinau der Gemeinde Arendsee in Sachsen-Anhalt. Im örtlichen Denkmalverzeichnis ist das Kriegerdenkmal unter der Erfassungsnummer 094 61120 als Kleindenkmal verzeichnet.

## Allgemeines
Das Denkmal, an der Kreuzung der Straßen Am Bahnhof und Hauptstraße südlich der Kirche St. Jakobus, wurde zum Gedenken an die gefallenen Soldaten des Ersten Weltkriegs errichtet. Es handelt sich dabei um eine abgestufte Stele aus Sandstein auf einem mehrstufigen Sockel. Im Denkmal ist eine Gedenktafel angebracht und im oberen Teil befindet sich ein Eisernes Kreuz. Im unteren Teil wurde später eine Inschrift nachträglich zum allgemeinen Gedenken der Gefallenen beider Weltkriege hinzugefügt.
In der Kirche ist ein Denkkreuz mit je einer Gedenktafel für die Gefallenen des Ersten Weltkriegs und des Zweiten Weltkriegs angebracht. Eine Ehren-Liste für die Gefallenen des Ersten Weltkriegs ist noch erhalten geblieben.

## Inschrift
Oberer Teil
Unterer Teil
Oberer Teil